# Франковск (баскетбольный клуб)
БК «Франковск» — украинский женский баскетбольный клуб из Ивано-Франковска, который основан в 1996 году. Выступает в Высшей лиге Украины, неоднократный призёр этих соревнований.

## Названия
- 1996—2005: БК «Станиславов»
- 2005—2008: БК «Франковск»
- 2008—2009: БК «Галицкая академия»
- 2009— : БК «Франковск»

## История
Истоки женского профессионального баскетбольного клуба БК «Франковск» следует отсчитывать с момента создания тренером ивано-франковской ДЮСШ Юрием Процюком детской команды БК «Станиславов». Со дня своего появления на свет этот коллектив несколько лет ограничивался исключительно своим участием в детских и юношеских соревнованиях разного уровня — от локальных до международных.
После реорганизации баскетбольного клуба в 2005 году его спортсменки наконец-то начали соревноваться и в чемпионатах Украины среди взрослых команд.
В 2008 году клуб перешел под крыло Ивано-Франковского института менеджмента и экономики «Галицкая академия», что, кроме прочего, нашло свое отражение и в смене названия. Одновременно команда Юрия Процюка влилась в ряды только что созданной Украинской профессиональной баскетбольной лиги (УПБЛ) и в первом своем сезоне в турнире под её эгидой заняла 6-е место из 10 команд.
Правда, в следующем сезоне (2009/2010) руководство клуба после консультаций с представителями Ивано-Франковского городского совета приняло решение вернуть баскетбольному коллективу предыдущее название — БК «Франковск».
Во втором сезоне УПБЛ (2011 год) команда заняла 4-е место: победила в четвертьфинале Финала восьми киевское «Динамо» — 75:72, уступила в полуфинале будущему чемпиону Украины киевскому «ТИМ-СКУФ» — 55:78, а в матче за 3-е место и запорожской «Казачке» — 74:95.
После расформирования УПБЛ в сезоне 2011/2012 БК «Франковск» вошел в состав участниц Высшей лиги Украины. В турнирных соревнованиях ивано-франковские баскетболистки повторили результат прошлого сезона — 4-е место, проиграв серию за 3-е место «ТИМ-СКУФ» — 1:2. Также в этом сезоне БК «Франковск» дебютировал в международной «Балтийской лиге». Там клуб запомнился разве что тем, что стартовав в турнире, так и не смог уплатить вступительный взнос. Как следствие, исполнительный комитет лиги засчитал франковчанкам два технических поражения (0:20).
В сезоне 2012/2013 команда закончила чемпионат на последнем 6-м месте, выиграв всего 2 матча из 30.
Сезон 2014/2015 стал достаточно успешным в истории клуба — его баскетболистки впервые завоевали медали национального первенства. В серии за 3-е место ивано-франковские спортсменки победили «Винницких Молний» — 2:1. В следующем сезоне в серии за 3-е место БК «Франковск» вновь встретился с «Винницкими Молниями», но в этот раз повторить свой прошлогодний успех не смог, уступив соперникам — 0:2.
Затем команда играла два сезона подряд во втором по силе дивизионе Украины Высшей лиге" (2016/17 — 1-е место и 2017/18 — 2-е место).
С сезона 2018/2019 клуб вновь представляет Ивано-Франковск в украинской Суперлиге.
В сезоне 2020/2021 спортсменки БК «Франковск» до последнего сражались за бронзовые медали чемпионата женской суперлиги. Но в ожесточенном противостоянии с киевскими динамовками франковчанки вынуждены были уступить по сумме пяти матчей своему более титулованному сопернику — 2:3.
Сезон 2022/2023 стал новой вехой в истории ивано-франковского клуба. В конце 2022 года БК «Франковск» изъявил желание посоревноваться в турнире Европейской женской баскетбольной лиги (EWBL). Неожиданно удачно пройдя групповые соревнования, франковские «пантеры» попали в финал четырёх. И хотя в нём они потерпели два поражения, европейский дебют клуба в этом турнире в целом можно оценить как удачный.
Блестяще в этом сезоне подопечные Ю. Процюка выступили в национальном первенстве. Одержав в соревнованиях 22 победы и не потеряв ни одного турнирного очка, баскетболистки БК «Франковск» досрочно, впервые в своей спортивной биографии, стали лучшей женской командой Украины.

## Достижения
Чемпионат Украины:
- Чемпион : 2023
- Бронзовый призёр : 2015